# Arintica
Arintica je vulkanický komplex, nacházející se na hranicích Chile a Bolívie. Komplex sestává ze tří stratovulkánů – Arintica, Puquintica a Calajata, z nich Arintica je nejmladší. Lávový proud, ztuhlý na jihovýchodním úbočí je relativně mladý z doby ledové.